# Paratrachelas acuminus
Espèce
Synonymes
- Clubiona acumina Zhu & An, 1988
- Trachelas coreanus Paik, 1991

Paratrachelas acuminus est une espèce d'araignées aranéomorphes de la famille des Trachelidae.

## Distribution
Cette espèce se rencontre en Russie, en Chine et en Corée du Sud.

## Description
Le mâle décrit par Zhang, Fu et Zhu en 2009 mesure 3,15 mm et la femelle 4,65 mm.

## Publication originale
- Zhu & An, 1988 : Two new species of the genus Clubiona from China (Araneae: Clubionidae). Journal of Hebei Normal University, Natural Sciences, vol. 1988, p. 72-75.